# بيل رولينغ
السيد والاس إدوارد دولينغ (15 نوفمبر 1927- 31 أوكتوبر 1995) المعروف باسم بيل رولينغ، هو سياسي نيوزيلندي، شغل منصب رئيس وزراء نيوزيلندا الثلاثين من عام 1974 إلى 1975، والزعيم البرلماني لحزب العمل.
كان يعمل كمحاضر في علم الاقتصاد عندما دخل ميدان السياسة. أصبح عضوًا في البرلمان بعد انتخابات بولر الفرعية لعام 1962. كان يشغل منصب وزير المالية (1972-1974) عندما عُين رئيسًا للوزراء بعد وفاة نورمان كيرك، الذي تمتع بشعبية كبيرة. انتهت جهود حكومة حزب العمال لاستعادة الاقتصاد بانتصار مفاجئ من قبل الحزب الوطني في نوفمبر 1975. واصل رولينغ قيادة حزب العمال لكنه خسر الانتخابات العامة لمرتين متتاليتين. بعد تقاعده من قيادة الحزب عام 1983، حصل رولينغ على وسام فارس. شغل منصب سفير الولايات المتحدة في الفترة من 1985 إلى 1988.

## عضو في البرلمان

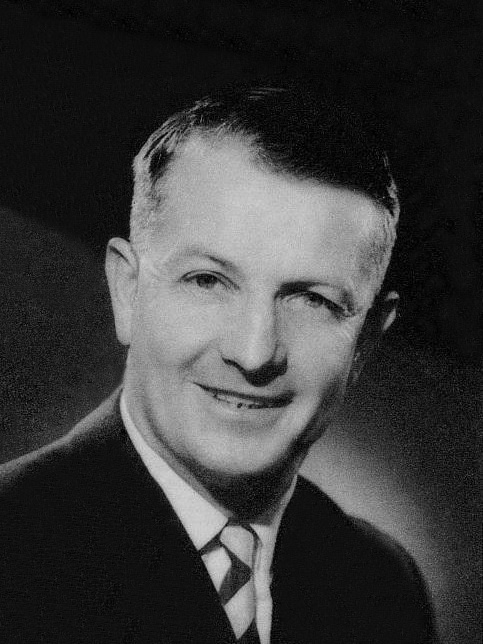
بيل رولينغ خلال الانتخابات الفرعية لبولر عام 1962.

في انتخابات عام 1960، وقع الاختيار على رولينغ كمرشح عن حزب العمال لناخبي فيندالتون في كرايستشيرش. اعتبر فيندالتون مقعدًا وطنيًا آمنًا، وهُزم رولينغ على يد هاري ليك مرشح الحزب الوطني (الذي عُين وزيراً للمالية في الحكومة الوطنية الجديدة). بعد ذلك بعامين، خاض رولينغ بنجاح الانتخابات الفرعية لبولر، التي نُظمَت بعد وفاة النائب العمالي البارز جيري سكينر. أصبح رولينغ الذي يمتلك خلفية جيدة في مجال الزراعة، المتحدث الرسمي باسم حزب العمال بشأن الزراعة والأراضي، وهي الحقيبة التي كانت سابقًا لسكينر. كان من المقرر أن يشغل رولينغ مقعد بولر حتى انتخاب عام 1972، عندما تم حُل المقعد، ثم نافس رولينغ بنجاح للحصول على مقعد تاسمان الجديد.
بعد فترة وجيزة من دخوله البرلمان، بدأ رولينغ بالترقي من خلال التسلسل الهرمي الداخلي لحزب العمال. في مؤتمرات الحزب لعام 1966، و1967، و1968، شغل رولينغ منصب نائب رئيس حزب العمال، لكنه كان يهزم بفارق ضئيل على يد هنري ماي في كل مرة. تمكن رولينغ في النهاية من هزيمة مايو في عام 1969، وفي العام التالي استلم منصب رئاسة الحزب. كان أول شخص يُنتخَب لفترة ولايته الأولى دون معارضة في تاريخ حزب العمال. بينما كان حزب العمال في المعارضة، كان رولينغ المتحدث الرسمي لعدة حقائب بما في ذلك التجارة الخارجية، والتسويق، والإذاعة، والمناجم، وتخطيط التنمية والموارد الطبيعية.
في الفترة التي سبقت انتخابات عام 1972، حاول زعيم حزب العمال نورمان كيرك إقناع رولينغ بالانتقال من مقعد تاسمان قليل الأهمية إلى مقعد آفون الآمن في كرايستشيرش. خشي كيرك أن يفقد رولينغ (الذي كانت رئيس الحزب آنذاك) مقعده، إذ لم يرغب كيرك أن يفقد خبرته الاقتصادية. رفض رولينغ هذا العرض، وبرر أن خطوة كذلك تخدم المصلحة الذاتية فقط غير مناسبة لرئيس حزب.

## وزير المالية
عندما فاز حزب العمل بالسلطة تحت قيادة نورمان كيرك في انتخابات عام 1972، اختير رولينغ لمنصب وزير المالية. ما اعتبر بمثابة ترقية كبيرة لشخص ليس لديه أي خبرة وزارية سابقة. تمتعت حكومة حزب العمال بفائض قياسي في الميزانية في عامها الأول وأعادت تقييم العملة وفقًا لذلك. لكن الوضع لم يستمر على هذا الحال، إذ أدى تباطؤ الاقتصاد العالمي، والارتفاع غير المسبوق في أسعار النفط، والارتفاع السريع في الإنفاق الحكومي إلى ارتفاع التضخم الاقتصادي بحلول عام 1974.
كانت فترة عمل رولينغ كوزير للمالية مضطربة إلى حد ما. منذ أواخر عام 1973، أدت سلسلة من الأزمات خارجية المصدر، لا سيما أزمة الطاقة التي كانت الأكثر خطورة، إلى زعزعة استقرار الاقتصاد النيوزيلندي. زادت العديد من المشاكل الأخرى الوضع سوءًا، مثل تزايد الديون الخارجية، وانخفاض أسعار الصادرات. كانت السياسة المالية الرئيسية خلال فترة رولينغ هي خطة شاملة للتقاعد.